# Tysondog
I Tysondog sono un gruppo musicale britannico formatosi nel 1982 a Newcastle upon Tyne, sotto il nome di Orchrist, e scioltosi nel 1987. Dal 2008 la band è di nuovo attiva con il nuovo nome.

## Critica
Secondo Malc Macmillan la musica della band è simile a quella di Blitzkrieg, Trident e Cloven Hoof mentre Crimes of Insanity era più vicino al power metal.
Joop van Nijmweggan ha scritto a Metal Hammer su Beware of the Dog dichiarando che per lui questo è un normale heavy metal.
Uwe Lerch di Crash ha scritto nella sua recensione di Crimes of Insanity che la band può convincere dal vivo; come può convincere la band in studio, tuttavia, solo condizionatamente.
Martin Popoff ha scritto nel suo libro "The Collector's Guide to Heavy Metal Volume 2: The Eighties" su Beware of the Dog che l'album può essere ascoltata un'influenza da Judas Priest. La band era come un carro armato, ma con meno talento.

## Discografia

### Album in studio
- 1984 – Beware of the Dog
- 1986 – Crimes of Insanity

### Raccolte
- 1999 – Crimes of Insanity / Beware of the Dog
- 2002 – Painted Heroes - The Anthology

### EP
- 1985 – Shoot to Kill
- 2012 – Hammerhead 2012